# Can Pedralba
Can Pedralba és un habitatge de Centelles (Osona) inclòs a l'Inventari del Patrimoni Arquitectònic de Catalunya.

## Descripció
Està ubicat al peu de l'antic camí que en forma d'eix lineal estructurava tot el comtat. Es tracta d'un habitatge unifamiliar entre mitgeres de planta baixa i dos pisos.
Compta amb una façana plana, les obertures s'agrupen en un eix de composició vertical distingint les diverses plantes per la seva mida i ornamentació. S'ha de tenir en compte la reforma de la planta baixa on la façana original deuria tenir l'obertura principal sota l'obertura del primer pis i no deuria tenir sòcol. Presenta una coberta a dues vessants.

## Història
La data de 1702 de la llinda (la més antiga d'aquest tram de carrer) ens indica l'any de la seva construcció.
A la segona meitat del segle xx es van realitzar reformes a la planta baixa. Es van modificar les obertures i s'hi va afegir un sòcol de graveta.